# 포흐욜라
포흐욜라(Pohjola)는 핀란드 신화에 존재하는 장소이다. 핀란드어로 "포흐야(pohja)"는 북쪽이라는 뜻이며 포흐욜라는 "북쪽의 땅"이라는 뜻으로, 칼레발라의 세계 사미 대륙의 북극지대를 의미한다.
실제로 포흐욜라는 라피 주와 고대 카이누(Kainuu) 지방을 가리키는 말이기도 하다. 하지만 신화 속에서는 북쪽의 영원히 춥고 불길한 곳이며, 악이 근원하는 지대로 그려진다. 포흐욜라는 칼레발라의 땅인 배이뇔래의 적이며, 모든 질병과 추위의 근원이다.
신화에서 포흐욜라는 사악하고 강한 마녀 로우히가 지배하고 있다. 그녀의 명령으로 위대한 대장장이 일마리넨은 삼포를 만들어서 그녀의 딸과 결혼하여 예물로 주었다. 삼포는 아무것도 안 넣고 돌려도 포흐욜라 사람을 먹여 살릴 수 있을 만큼의 식량이 나오는 마법의 맷돌로, 그 웃돌은 세계의 중심을 축으로 돌아가는 하늘의 지붕인 천구를 상징한다. 다른 칼레발라의 인물들도 로우히의 딸과 결혼하려고 했다. 협객 레민케이넨과 현자 베이네뫼이넨이다. 로우히는 그들에게도 일마리넨이 한 것과 같은 기적을 요구했는데, 투오넬라의 백조를 쏴죽이라고 한 것도 그중 하나이다. 로우히의 딸의 결혼식이 있던 날, 포흐욜라에서는 성대한 축제가 벌어졌다.
핀란드 신화에 따르면 세계의 중심축은 "세계수(世界樹)"의 뿌리이며, 이는 포횰라의 북쪽 지평선 너머 어딘가에 있다. 포흐욜라는 삼포를 만들어서 가지고 있음으로서 풍요를 누렸고, 남쪽 사람들이 삼포를 얻기 위하여 전쟁을 일으켰고, 그 중에서 삼포가 파괴되었다는 것이 칼레발라의 내용이다.